# Luis Fernández de Híjar y Beaumont
Luis Fernández de Híjar y Beaumont fue un noble aragonés, segundo duque de Híjar y primer duque de Lécera y conde de Belchite

## Vida
Nacido al rededor del 1430, fue el séptimo miembro de la Casa de Híjar en gobernar dicha localidad, heredando de su padre Juan Fernández de Híjar y Cabrera el ducado de Híjar y el título honorario de duque de Aliaga. 
Juró obediencia a Fernando II en el 1460, durante las Cortes de Fraga, como heredero de su padre, a quien acompañó en el 1472 a las guerras de bandos entre los Luna y Urrea, apoyando a estos últimos. También se involucró en los bandos valencianos entre Ruiz de Corella y Buil de Ladrón en el 1473.
En 1493 fue nombrado duque de Lécera y conde de Belchite por el apoyo que ofreció al rey en la Guerra del Rosellón. Participó en la conquista de Navarra de 1515. Fue embajador de Juan II de Aragón.

## Matrimonio y descendencia
Se casó con Guiomar Enríquez de Guzmán, hija de Enrique Enríquez de Mendoza y pariente de la reina Juana Enríquez, con la que tuvo tres hijos:  
- Luis Fernández de Híjar y Enríquez, muerto joven.
- Juan Fernández de Híjar y Enríquez, que le sucedió a sus títulos en vida en 1495 pero murió antes que él. Fue Conde de Belchite desde su matrimonio con Isabel de Arellano, teniendo con ella siete hijos, entre ellos Luis Fernández de Hijar y Ramirez de Arellano, su sucesor.
- Guiomar Fernández de Híjar y Enríquez, que casó con Blasco de Alagón, nieto del señor de Sástago.

Fue su nieto, Luis Fernández de Híjar y Ramírez de Arellano, el que definitivamente perduró la dinastía a su muerte en 1517.